# Александровка (Россошанский район)
Александровка — село в Россошанском районе Воронежской области.
Административный центр Александровского сельского поселения.

## Население
| 1859  | 1897  | 2010  | 2012  | 2013  | 2014  | 2015  |
| ----- | ----- | ----- | ----- | ----- | ----- | ----- |
| 2156  | ↘1771 | ↘1304 | ↘1296 | ↘1283 | ↘1255 | ↘1231 |
| 2016  | 2017  | 2018  |       |       |       |       |
| ↘1229 | ↘1208 | ↘1187 |       |       |       |       |

## Инфраструктура
МКОУ Александровская СОШ, детский сад, Александровская врачебная амбулатория, станция скорой помощи, филиал Сбербанка РФ, отделение почты, 7 магазинов, культурно-досуговый центр и библиотека.

### Улицы
| - пер. Заводской - пер. Западный - ул. В. Терешковой - ул. Гагарина - ул. Дальняя - ул. Заозёрная - ул. К. Маркса | - ул. Калинина - ул. Ленина - ул. Матросова - ул. Пушкина - ул. Титова - ул. У. Громовой |

## Объекты культурного наследия
Выявленные объекты культурного наследия:
1. Курганная группа близ села (эпоха бронзы);
2. Курган (эпоха бронзы);
3. Усадьба Чертковых: дом, парк (XIX век);
4. Место казни пяти коммунистов (1942 год).